# 劳伦斯·奥利维尔
奥利维尔男爵劳伦斯·克爾·奥利维尔，OM（英語：Laurence Kerr Olivier, Baron Olivier，/ˈlɒrəns ˈkɜːr əˈlɪvieɪ/，1907年5月22日—1989年7月11日），英国男演员、导演和制片人，三次获得金球奖和英国电影和电视艺术学院奖，两次获得奥斯卡榮譽獎，五次获得艾美奖。奧立佛和约翰·吉尔古德被並稱是20世纪最著名和最受尊崇的演员。他和費雯·麗是美國影史上第一對奧斯卡影帝影后夫妻檔（奧斯卡史上共有兩對影帝影后夫妻檔，另一對則是保羅·紐曼與喬安娜·華德）。
勞倫斯·奧立佛在舞台和银幕上诠释了从希腊悲剧到莎士比亚戏剧、到文艺复兴喜剧、再到现代英美戏剧的诸多角色。他被认为是20世纪最伟大的戏剧演员。而在电影表演方面，他则得到了美国电影艺术科学院的高度承认——一生共获得14次奥斯卡提名，并凭借1948年的影片《哈姆雷特》获得最佳男主角奖和最佳影片奖，两次获得终身成就奖。另外，他还获得9次艾美奖提名并5次获奖。

## 早年生活
奥利维尔于1907年出生于英国萨里郡的小镇道尔金。他的家庭是一个严苛的宗教家庭，父亲是杰拉德·科尔·奥利维尔（1869—1939），一位英国圣公会高教会派牧师。幼年的奥利维尔深得母亲艾格尼丝·路易斯·克鲁肯登（1871-1920）的宠爱，但是12岁时，母亲的去世使其深受打击。他还有一个哥哥理查德和一个姐姐赛比丽。1918年，杰拉德·奥利维尔成为赫特福德郡莱奇沃思地方的圣玛丽教堂的新任牧师，全家随之前往，他们所住的寓所现在已成为圣克里斯托夫学校的一部分。1924年12月，劳伦斯·奥利维尔即在该校担任《Through the Crack》这幕剧的实习舞台监督助理，在1925年4月该校上演的莎剧《麦克白》中扮演兰诺克斯，同时出任舞台监督助理。
他在牛津郡的圣爱德华学校接受教育，15岁时，在学校的一处戏剧《泼妇的帽子》扮演凯瑟琳，受到热烈好评。此时，他的兄长理查德已经前往印度，于是杰拉德·奥利维尔决定让“基姆（Kim）”——劳伦斯在家中的昵称——成为一名演员。

## 早期演艺生涯
17岁时，奥利维尔进入中央演講和戲劇學院学习。1926年，他加入伯明翰轮演剧目剧团（The Birmingham Repertory Company）。起初，他只是扮演一些不起眼的小角色，诸如敲钟人等；但是后来渐渐地，他的角色变得重要起来。而到了1937年，他已经开始扮演像哈姆雷特和麦克白这样的角色。纵观奥利维尔的演艺生涯，他坚持认为他的表演是纯技术性的，并且轻视那些“方法派”表演风格的同代人。
1930年7月25日，他与Jill Esmond结婚，当时姬丽正是一个冉冉上升的年轻女演员。6年后，他们的儿子塔昆（Tarquin）出生。然而，奥利维尔从婚姻的起点就已经感受到了痛苦。在他的自传中，他透露由于自己自小受到的宗教教育，他从一开始就压制着这种由新婚之夜就已开始的性生活不和谐而引发的失望情绪。后来，他宣布永远放弃宗教信仰。尽管他们的婚姻持续了10年之久，但奥利维尔从一开始就已对他的妻子满怀憎恨。
他出演的银幕处女作是《临时寡妇》，而他担当主演的第一部电影则是他并不看重的《The Yellow Ticket》。1930年诺尔·考伍德的《Private Lives》和1935年的《罗密欧与朱丽叶》则为奥利维尔取得了突破性的进展，在后一部作品中，他与约翰·吉尔古德轮流扮演罗密欧与马库提欧这两个角色。奥利维尔并不赞同吉尔古德表演莎剧的风格，但事实上吉尔古德的表演获得了更多的好评，这令他相当恼怒。他和吉尔古德之间的紧张关系在1940年达到定点，当时奥利维尔为了上演莎士比亚的四部悲剧《哈姆雷特》、《奥赛罗》、《麦克白》和《李尔王》，向伦敦戏剧经理宾基·鲍蒙筹措资金，但是鲍蒙提出了附加条件，要求奥利维尔和吉尔古德轮流出演哈姆雷特/雷塔斯、奥赛罗/拉果、麦克白/麦克道夫、李尔/格罗切斯特这些角色，并且让吉尔古德至少导演其中的一部，奥利维尔直截了当地拒绝了。
在1937到1938年期间，奥利维尔被利连·贝利斯邀请加入老维克剧院。刚开始他即饰演了罗密欧这个角色。其后他又扮演了哈姆雷特和拉果两个角色，不过评论界给予了负面的评价；后来的麦克白这个角色也是毁誉参半。但通过对亨利五世、科里奥拉努斯（Coriolanus）和《第十二夜》中的托比·贝尔奇的完美诠释，奥利维尔打了个漂亮的翻身仗。到这个戏剧季结束之时，凭借在老维克的迅速窜红，他已成为英国莎剧演员中的佼佼者。
虽然此时奥利维尔一直忙于拍摄亞歷山大·科達的电影，但他依然对电影表现得不屑一顾，他觉得只有在舞台上才能找到真正的感觉。其后他携保罗·捷纳制作了他的第一步莎剧电影《皆大欢喜》，但是奥利维尔并不喜欢这部电影，认为莎士比亚的戏剧未能在银幕上得到很好的诠释。

## 费雯·丽
劳伦斯·奥利维尔在1936年的《The Mask of Virtue》中初次初次见到费雯·丽。在戏剧谢幕之后，奥利维尔向费雯·丽祝贺她的成功演出，两人的友谊由此开始。在拍摄电影《英伦战火》时，两人扮演了一对恋人；而在戏外，两人之间也被彼此吸引。待影片拍竣之时，奥利维尔和费雯·丽开始坠入爱河。
费雯·丽随后在老维克剧院的戏剧季中出演了奥利维尔的《哈姆雷特》中的奥菲丽娅（Ophelia）一角。后来奥利维尔回忆当时费雯·丽在上台表演时能够迅速地调整心绪。在没有任何刺激下，她开始朝他歇斯底里地大喊大叫，随后又马上平静下来，眼睛凝视着远方。她的表演滴水不漏。而演出结束之后，她又回复原来的状态，把表演时的情形忘得一干二净。这是奥利维尔第一次见到她的这种行为。
奥利维尔来到好莱坞拍摄电影《呼啸山庄》，饰演其中的希思克里夫一角。费雯·丽不久之后亦来到好莱坞，一方面是为了陪伴奥利维尔，另一方面则是为了追求《乱世佳人》中的郝思嘉一角。奥利维尔发现拍摄《呼啸山庄》的过程就像一场噩梦。但是这部电影却成为他的转折点，首先他的事业迎来了久违的成功，其次他对电影的看法也由此改变——过去，他一直坚持相较于戏剧，电影是一种劣等艺术。拍摄过程中，影片的制片人塞缪尔·戈德温对奥利维尔的夸张表演极其不满，威胁要解雇他。而奥利维尔则坚持认为电影的女主角梅儿·奥勃朗是一个外行，当他把这个观点告诉戈德温时，古德温提醒他奥勃朗才是影片中的明星，同时，她已经在美国家喻户晓。奥利维尔被告知他并非绝对必要，并被要求对奥勃朗对些容忍。奥利维尔后来回忆说，当时古德温的话语对他打击沉重，但在多番考虑之后他认为戈德温是正确的。他开始克制他的夸张的表演风格以适应电影工业，并在其后接受了这种较为温和的表演风格。
这部电影取得了成功，奥利维尔的表演也广受赞誉，并被提名为奥斯卡最佳男主角。费雯·丽则凭借《乱世佳人》获得了奥斯卡最佳女主角奖。这对恋人突然发现他们已成为世界范围内的名人。他们想要结婚，但是费雯·丽的丈夫和奥利维尔的妻子都拒绝离婚。几经周折，两人才获得自由之身，并于1940年8月31日喜结连理。
1940年，奥利维尔因在《蝴蝶梦》和《傲慢与偏见》中的出色演出获得高度评价，他在美国的电影事业也随着青云直上。随后，奥利维尔和费雯·丽在纽约联袂上演了戏剧《罗密欧与朱丽叶》。这是一部豪华的制作，但遭遇了商业上的失败。《纽约时报》的布鲁克斯·阿特金森评论道：“虽然费雯·丽小姐和奥利维尔先生的都是俊俏的年轻人，但显然他们无法演好各自的角色。”("Although Miss Leigh and Mr Olivier are handsome young people they hardly act their parts at all.")这对夫妻几乎将他们的所有储蓄都投资到这部制作中，本剧的失败也引发了他们的经济危机。
之后，他们一起拍摄了《汉密尔顿夫人》，奥利维尔饰演霍雷肖·纳尔逊，费雯·丽饰演艾玛·汉密尔顿。随着英国卷入第二次世界大战，奥利维尔返回英国；而费雯·丽则在1944年被诊断患上了肺结核，不过经历了几周的住院治疗之后，她看起来已经渐渐康复了。1945年春，费雯·丽参加了《凯萨与克丽奥佩拉》的拍摄，这段期间她发现自己怀孕了。但是其后的流产却令她意志极度消沉。面对奥利维尔，她会无故地攻击他，直到倒伏在地抽泣不已。这是由精神抑郁或情绪紊乱引起的诸多崩溃症状中的一种。奥利维尔逐渐意识到这些症状都将一一出现——在几天的歇斯底里之后就是一段时间的意志消沉和精神崩溃，并且在这之后她对此毫无印象，不过也深深地感到窘迫和懊悔。
1947年，奥利维尔被授予爵士荣誉；1948年，他成为老维克剧院的导演之一。同年，他和费雯·丽前往澳大利亚和新西兰巡回演出，为剧院筹措资金。在这趟长达6个月的旅途中，他出演了戏剧《理查三世》，并和费雯·丽一同出演了《造谣学校》以及《The Skin of Our Teeth》。这趟巡回演出获得了极大的成功。虽然费雯·丽仍深受失眠症的困扰，并被允许在生病时由替补演员代替她出演，她还是基本完成了她的任务，并吸引住了媒体的目光。剧院的成员后来忆及那时这对夫妻之间爆发了几次争吵，而其中最具戏剧性的一次发生在新西兰的基督城。当时费雯·丽拒绝上台，奥利维尔掴了她一巴掌，费雯·丽则回敬了他一下，并在走上舞台的路上不停咒骂奥利维尔。旅行结束之后，两个人都已精疲力竭，相继得病。奥利维尔告诉记者：“你或许不理解，但和你讲话的正是两具行尸走肉。”（"You may not know it, but you are talking to a couple of walking corpses." ）后来奥利维尔认为他正是在澳大利亚“失去了薇薇安”。
费雯·丽接着开始争取伦敦西区剧院上演的田纳西·威廉姆斯的《欲望号街车》中的布兰奇·杜波依斯(Blanche DuBois)一角。威廉姆斯和本剧制作人Irene Mayer Selznick在看过她出演的《造谣学校》和《安提戈涅》后，遂同意她的要求，并与奥利维尔签订合同，由他担任导演。
1951年，费雯丽和奥利维尔出演了两部关于克里奥帕特拉的戏剧——威廉·莎士比亚的《安东尼和克里奥帕特拉》和萧伯纳的《凯撒和克里奥帕特拉》，两出剧轮流上演，并获得了评论界的好评。之后他们将这两部制作搬到纽约演出，1952年时他们在纽约齐格菲剧院表演了一个演出季。现在他们在此处获得了评论界的肯定，不过Kenneth Tynan的评论却暗示费雯·丽不过是一个演技平庸的美人而已，这令奥利维尔相当苦恼。Tynan的评论还引起了另外一场崩溃——一向害怕失败而渴望成功的费雯·丽完全无视其他人的积极评价，唯独对Tynan的评论耿耿于怀。
1953年，费雯·丽同彼得·芬奇前往斯里兰卡拍摄电影《象宫鸳劫》。电影刚刚开拍，费雯·丽即经历了一次精神崩溃。派拉蒙只好请来伊丽莎白·泰勒顶替她的角色。奥利维尔陪同她回到了英国的家中，此时费雯·丽告诉他自己已经爱上了芬奇，并和他有了暧昧关系。她在几个月内逐渐地康复了。也就是在这段时期，许多奥利维尔的朋友得知了费雯·丽的状况。大卫·尼文后来提及她那时已经变得“十分、十分疯狂”（"quite, quite mad"）。诺伊尔·考尔德则在日记中表达了他的惊异——“从1948年起，情况已经愈来愈糟糕了”（"things had been bad and getting worse since 1948 or thereabouts."）。
1953年，费雯·丽身体康复之后与奥利维尔一同参加了《王子和舞女》的演出。1955年，他俩在埃文河畔的斯特拉特福(STRATFORD-UPON-AVON)表演了一季的莎士比亚戏剧，包括《第十二夜》、《麦克白》和《Titus Andronicus》。他们的演出场场爆满，并广受赞誉。此时，费雯·丽的身体状况似乎已经日趋稳定。而正当她出演诺伊尔·考尔德的戏剧《South Sea Bubble》，并在其中担当女主角时，她再次怀孕而退出该剧。几周之后，她再次流产，有开始了一次历时几个月的精神抑郁。她和奥利维尔进行了一次为宣传《Titus Andronicus》而进行的欧洲巡演，但整个旅程被费雯·丽与奥利维尔和剧团其他成员时常爆发的冲突破坏了。待他们回到伦敦，费雯·丽的前夫——仍对她具有相当影响力的雷·赫曼(Leigh Holman)也前来帮助奥利维尔安抚她。
1958年，鉴于婚姻即将走到尽头，费雯·丽开始和Jack Merivale开始发展关系，后者了解费雯·丽的病情，并向奥利维尔保证他会照顾好她。她在1959年参演了诺伊尔·考尔德的喜剧《Look After Lulu》,并获得了成功。当时《时代》评论她道：“美丽、冷艳而又是事事的焦点，她掌控着每一个场景。”（"beautiful, delectably cool and matter of fact, she is mistress of every situation."）
1960年12月，费雯·丽和奥利维尔离婚，随后奥利维尔娶了女演员Joan Plowright，并与后者生养了三个孩子。在他的回忆录中他论及了这些年两人之间的问题，并把症结归为费雯·丽的病况，他写道“尽管她会莫名地发怒、歇斯底里，如同一个女巫婆，并且在后期愈演愈烈；但她依然保有着她特有的优雅——她能在所有人面前掩盖自己的真实的精神状况，除了我——在我面前，她不必费力去这么做。”（"Throughout her possession by that uncannily evil monster, manic depression, with its deadly ever-tightening spirals, she retained her own individual canniness – an ability to disguise her true mental condition from almost all except me, for whom she could hardly be expected to take the trouble."）

## 战争
第二次世界大战爆发后，奥利维尔希望加入皇家海军，但按照他之前的合同只能加入其他部队。他不喜欢像查尔斯·劳顿和塞德里克·哈德威克这样只是举办慈善板球比赛来支持战争的演员。奥利维尔参加了飞行训练，时长达到200多小时。经过两年的服役，他晋升为英国皇家海军志愿后备队的上尉，成为一名舰载机飞行员，但是从来没有被征调参与任何实战任务。
1944年，奥利维尔和拉尔夫·理查森都服完了海军的兵役，两人着手组建一个新的“老维克”剧团，由约翰·布瑞尔担任经理，开始了晚间的剧目轮演。开始时有三部轮演剧目：亨里克·艾斯本的《皮尔·金特》、萧伯纳的《Arms and the Man》和莎士比亚的《理查三世》（理查三世将成为奥利维尔的标志性角色）。剧团的演出如此受欢迎，以致最后剧目轮演扩展到5个戏剧季，直到1949年止。他们在1948年还到澳大利亚和新西兰做巡演，费雯·丽也参与了其中的《理查三世》、Richard Brinsley Sheridan的《丑闻学校》和Thornton Wilder的《The Skin of Our Teeth》的演出。
在新剧院的第二个戏剧季一开始，奥利维尔就分别在《亨利五世》的第一幕和第二幕中饰演Harry Hotspur和Justice Shallow，这在后来被看作英国古典戏剧表演的一个里程碑式的高度。但是魔法依旧在继续，奥利维尔接着在一个晚上出演了索福克勒斯的《Oedipus》和谢里顿的《批评者》，从希腊悲剧一下转为高雅喜剧（high comedy），此事一时成为传奇。此后，他又乘胜追击，饰演了自己最喜欢的角色——《万尼亚舅舅》中的阿斯特洛夫，大获成功。Kenneth Tynan在他1950年出版的《He Who Plays the King》中写道：“‘老维克’现在正站在一个新的高度上，这是自欧文离开之后又一个难得一见的时刻，足以永载史册；尤其令人惊异的是，英国人这种桂冠级的表演竟然出现在战争期间。”（"The Old Vic was now at its height: the watershed had been reached and one of those rare moments in the theatre had arrived when drama paused, took stock of all that it had learnt since Irving, and then produced a monument in celebration. It is surprising when one considers it, that English acting should have reached up and seized a laurel crown in the middle of a war."）
1945年，奥利维尔和理查德森被ENSA授予荣誉海军上尉军衔，并为军队在欧洲做了为期6个月的巡回演出，其间上演了《Arms and the Man》、《皮尔·金特》和《理查三世》。接着他们受邀前往法兰西喜剧院作访问演出，这是第一次一个外国剧团被邀请在法兰西喜剧院演出。当奥利维尔回到伦敦时，许多人发现他发生了改变。而奥利维尔的唯一解释是：“也许是我变老了吧。”
Michael Munn在其撰写的一部关于奥利维尔的传记中声称奥利维尔已被电影制片人、同时也是军情五处特工的Alexander Korda招募成为一名安插在美国的特工，后者则是遵照温斯顿·丘吉尔的命令这么做的。
后来奥利维尔的好朋友大衛·尼文曾告诉Michael Munn；“当时对英国而言危险的是奥利维尔可能被指控为一名特工。而奥利维尔，他将存在被逮捕的危险；更糟糕的是，如果德国特工发现了拉里（奥利维尔）正在做什么，我确信他们将会抓住他。”

## 莎剧三部曲
劳伦斯·奥利维尔因为电影获得了世界性的声誉，之后几个投资商找到他，希望制作几部由莎士比亚戏剧改编的电影。奥利维尔尝试着导演了这几部电影，于是，三部获得极大成功的电影诞生了，分别是《亨利五世》、《哈姆雷特》和《理查三世》。

### 《亨利五世》
奥利维尔首次执导的电影是莎士比亚的《亨利五世》。起初，他并不自信能够完成这个任务，转而希望由威廉·惠勒、卡罗尔·里德或 特伦斯·杨执导。本片在爱尔兰拍摄,此地有与阿金考特战场（the fields of Agincourt）相似的平原地形。
在拍摄一个战争场景时，一匹马与奥利维尔正在操作的一台摄影机发生了冲撞。当时奥利维尔正通过监视器观察拍摄情况，马匹朝他冲去，随后摄影机砸向了奥利维尔，割伤了他的嘴唇，留下的伤口在他其后的表演中可以清楚地看到。
尽管开始时奥利维尔并不情愿，但电影依旧邀请媒体参与首映，并获得了热情的赞扬。这是第一部获得巨大成功的莎剧改编电影，被认为拥有高度的艺术性。该片获得了奥斯卡最佳影片和最佳男演员的提名；但在奥利维尔看来，奥斯卡并不乐意把所有的奖项都授予一个外国人，所以他们给了他一个特殊荣誉奖。奥利维尔轻视这个奖项，认为只不过是一个搪塞之物罢了。

### 《哈姆雷特》
在前一部作品大获成功之后，奥利维尔开始改编《哈姆雷特》。他在以往扮演哈姆雷特的次数要多过亨利五世，因而对于如何诠释这个忧郁的丹麦人也就驾轻就熟了。然而对于扮演哈姆雷特这个性格内向的角色他并不感到有多舒服，因为以表演而著称的奥利维尔本身要外向许多。这部戏被规定不能超过153分钟，结果导致奥利维尔删减了莎士比亚剧本中近一半的内容。因此他饱受纯化论者(purists)的批评，其中批评最烈者为艾索尔·巴里摩尔。巴里摩尔将这部制作与她兄长1922年的舞台版的《哈姆雷特》做了比较，认为它几乎已经到了对原作品肆意篡改的地步。颇具讽刺意味的是，艾索尔出席了当年的奥斯卡颁奖礼，并作为最佳影片奖的颁奖嘉宾，当她读到获奖者是《哈姆雷特》时，可以很明显地看出她的震惊。
该片在英国和国外都获得了评论的赞扬和票房的丰收，奥利维尔斩获了1948年奥斯卡最佳影片奖和最佳男主角奖。这是第一部获得奥斯卡最佳影片奖的英国影片。奥利维尔一生一共获得了五次奥斯卡最佳男演员提名，而这则是他唯一的一次获奖。他也成为了奥斯卡史上凭借自导自演获得奖项的第一人，直到1999年罗伯特·贝尼尼凭借他自导自演的《美丽人生》获得最佳男主角和最佳外国影片，才得以重现此辉煌。此外，奥利维尔也是奥斯卡史上因扮演莎剧中的角色而获奖的唯一一人。但是他没有获得当年的奥斯卡最佳导演奖，未能实现在主要奖项上的横扫。

### 《理查三世》
奥利维尔的第三部莎剧制作是由他自导自演的《理查三世》。亚历山大·柯达在影片开拍之初就说服了奥利维尔重新饰演这个为他在40年代的老维克剧院获得赞誉与喝彩的角色。这个角色被认为体现了奥利维尔最精湛的演技（只有1955年的舞台制作《麦克白》和电影《艺人》才能与之匹敌）。在西班牙拍摄期间，一名弓箭手的箭误中了奥利维尔的脚踝，导致他只能跛行。幸运的是，在电影的这一部分理查三世正好是一个跛子。
这部电影获得了不错的声誉，但是在商业上却是一部失败之作。柯达将版权卖给了美国电视网NBC，因而《理查三世》成为第一部同时在影院和电视上放映的电影。该片在NBC上获得了极高的收视率，因此有人推断，通过电视观看这部电影的人数将多于历史上观看舞台版《理查三世》的总人数。

## 《艺人》
自二战之后，除了他的莎剧三部曲，劳伦斯·奥利维尔鲜有电影作品问世。
50年代后期，“愤怒的年青一代”影响渐大，英国戏剧也随之发生了改变。约翰·奥斯伯恩——《Look Back in Anger》的作者，为奥利维尔写了一部戏剧——《艺人》，主人公是一个叫Archie Rice的穷途末路的喜剧演员。该剧于1957年4月10日在皇家剧院（Royal Court）开演。奥利维尔后来说道：“我是Archie Rice胜于是哈姆雷特。”
在《艺人》的排练期间，奥利维尔遇见了来自多罗西·图丁（Dorothy Tutin）的琼安·布劳莱特，她在托尼·理查德森的皇家剧团1957年转至皇宫剧院（the Palace Theatre）演出时饰演简·莱斯（Jean Rice）。1960年，托尼·理查德森指导了根据该剧改编的电影，奥利维尔和布劳莱特在其中饰演了各自原先的角色。
后来，奥利维尔为了布劳莱特离开了费雯·丽，这个决定显然让他在后半生背负着沉重的罪恶感。奥利维尔与布劳莱特在1961年的圣帕特里克节（St. Patrick's Day）结婚。这次婚姻终于为他提供了一个稳定的家庭和快乐。
费雯·丽于1967年去世。

## 国家剧院
奥利维尔是国家剧院（National Theatre）的创建者之一。当位于南岸（South Bank）的新剧院还未建起之时，他就已经是位于“老维克”旧址的国家剧院的第一任艺术指导。当时——1963年10月，上演的是他的得意之作《哈姆雷特》。
在此期间，他一共出演了12部戏剧（并在其中的3部里分饰多角），执导了9部。然而，他在国家剧院的戏剧生涯却突然间戛然而止了，在他看来，其间充满了背叛和悲剧意味。

### 《奥赛罗》
为了饰演奥赛罗，奥利维尔经历了一次脱胎换骨。他进行了广泛的学习和举重训练——以达到威尼斯摩尔人的体形要求。据说当时奥利维尔为了练习摩尔人那深沉的嗓音，曾在牛群中大声咆哮了一个小时。约翰·戴克斯特的这部1964年的舞台制作在翌年被搬上银幕，并为奥利维尔赢得了他的第六次奥斯卡最佳男主角奖提名。

### 《三姐妹》
奥利维尔执导的最后一部影片是1970年的《三姐妹》，本片根据安东·契诃夫的同名戏剧改编，早在1967年，奥利维尔就已经在国家剧院推出了该剧。根据奥利维尔的观点，这是他执导过的最好的作品。本片由约翰·西雪尔协助执导。
此外，奥利维尔对于他在老维克的国家剧院扮演的角色最为喜欢的有以下几个：由他自己制作的契诃夫的《万尼亚舅舅》中的阿斯特洛夫——于1962年在“奇切斯特节日剧院”(Chichester Festival Theatre)首演；威廉·加斯基尔（William Gaskill）在1963年制作的乔治·法夸尔（George Farquhar）的戏剧《The Recruiting Officer》中的布雷曾船长；乔纳森·米勒（Jonathan Miller）于1970年重新推出的莎剧《威尼斯商人》中的夏洛克；以及尤金·奥尼尔（Eugene O'Neill）的戏剧《长昼入夜行》（Long Day's Journey Into Night）中的James Tyrone——该剧由Michael Blakemore于1971年12月制作。后两出剧都曾在英国和美国的广播电视网上进行过播映。
在1973年佛朗哥·泽菲雷里制作的戏剧《Saturday, Sunday, Monday》中，奥利维尔饰演了一个令人难忘的滑稽的配角角色——安东尼奥，而他的妻子则担当主演。
1974年3月21日，劳伦斯·奥利维尔最后一次走上舞台表演，饰演约翰·戴克斯特（John Dexter）制作的特雷弗·格里菲斯（Trevor Griffiths）的戏剧《The Party》中脾气暴躁的格拉斯哥人John Tagg。
奥利维尔在以他的名字命名的奥利维尔剧院（The Olivier Theatre）的唯一一次登台亮相是在1976年10月25日举行的盛大的新国家剧院落成仪式上。

## 晚期演艺生涯
以献身于艺术而闻名的劳伦斯·奥利维尔，在其事业晚期更是完全沉浸在工作当中，据说是为了转移因为离开第二任妻子费雯·丽而产生的愧疚感。他在电影中亮相的频率也日渐增多——相比于其早期所扮演的充满罗曼蒂克气息的男主角，现在他所扮演的多是一些性格古怪的角色——并凭借三部电影1972年的《雙雄鬥智》（Sleuth）、1976年的《Marathon Man》和1978年的《納粹狂種》（The Boys from Brazil）获得了三次奥斯卡提名。在被迫辞去国家剧院的艺术指导一职后，他担心如果他去世他的家庭在经济上将难以为继，于是出于赚钱的目的，开始频繁地上电视、接拍电影。后来他坦言自己并没有为大多数的称赞而感到自豪，他说他知道自己在出演了1982年的电影《Inchon》中的道格拉斯·麦克阿瑟将军后曾被很多人看不起。
1967年，奥利维尔因患前列腺癌而进行了辐射治疗，同年又因为肺炎而再次入院治疗。在他的生命后期，他经受了多种病痛的折磨，包括支气管炎、健忘症和胸膜炎。1974年，他被诊断患有慢性肌肉组织紊乱症，在接下来的一年中，几乎濒临死亡边缘，但是他还是顽强地活了下来。
1974年，奥利维尔在英国瑟姆兹电视台（UK Thames Television）制作的26集的关于二战的纪录片《战争的世界》中担任解说。他对战争引起的浩劫的沉痛叙述为他赢来了“上帝之音”的美誉。
在生命中的最后十年里，他在电视上饰演了三个伟大的角色。第一个是《故园风雨后》中费亚列家族的族长马区曼侯爵（Lord Marchmain），而当该剧的最后一集——该集正好是以奥利维尔所扮演的角色为故事叙述中心——上映时，他已久卧病榻，即将去世。该剧由约翰·莫蒂默负责剧本改编，而在拍摄完该剧的第二年，奥利维尔又参演了根据John Mortimer自己的舞台剧《A Voyage Round My Father》改编的电视剧，他在其中饰演Clifford Mortimer——作者的父亲、一位盲人律师。1982年，在《仁川》一片中飾演韓戰聯合國軍總司令道格拉斯·麥克阿瑟。1983年，他扮演了一生中最后一个伟大的莎剧角色——李尔王。凭借《A Voyage Round My Father》，奥利维尔获得了又一个英国电影和电视艺术学院奖提名，而《故园风雨后》和对李尔王的饰演则分别为他赢得了一个艾美奖最佳男配角和最佳男主角。
在担任1985年的奥斯卡最佳影片的颁奖嘉宾时，他还没有报出提名影片就对着麦克风说出了最佳影片奖获得者——《莫扎特传》。他正变得日益健忘，健忘得忘记了首先提及提名影片。
《野鹅敢死队2》是劳伦斯·奥利维尔参演的最后几部电影之一，当时他已经77岁。他扮演了续集中的魯道夫·赫斯一角。Francis Becket 所撰的奥利维尔的传记中写到魯道夫·赫斯的儿子 Wolf Rudiger Hess 曾说奥利维尔对他父亲的诠释“令人难以置信得准确”。
1988年，奥利维尔在他81岁高龄之际出演了他的银幕谢幕之作——Derek Jarman的电影《战争安魂曲》，在其中他饰演了一个双脚残疾的老兵。
1989年，劳伦斯·奥利维尔在英国苏塞克斯郡西部的Steyning因癌症去世，享壽82岁。身后留下与第一任妻子生养的一个儿子以及和第三任妻子生养的三个孩子。他的遗体被火化，然后埋在伦敦西敏寺的诗人角——至今只有他和大卫·加里克两名演员享有此殊荣。而在他的身旁，则埋葬着他在电影和戏剧中扮演过的一些角色，比如亨利五世、约翰·伯格因将军和空军上將休道丁。
在奥利维尔死后15年，他再次出现在银幕上——应用电脑技术，奥利维尔年轻时的一段影像被插入了2004年的电影《空军上尉与明日世界》，“饰演”villain一角。

## 双性恋倾向
奥利维尔死后，多本关于他的传记相继问世，其中不乏认为他是双性恋者。
琼安·布劳莱特曾经说过：“我一直憎恶那些叫嚣我是导致拉里和费雯·丽婚姻破裂的罪魁祸首。在我之前，丹尼·凯(Danny Kaye)就已经和奥利维尔纠缠不清了。”在此她向传记作家Donald Spoto暗示凯和奥利维尔是一对恋人。
而Terry Coleman所著的奥利维尔传记中也提及了他与一个叫Henry Ainley的老演员有暧昧关系，依据是Ainley与奥利维尔之间的通信，不过这本书却认为并没有任何证据证明奥利维尔与凯之间有什么说不清的关系。
奥利维尔的儿子塔昆认为这些观点都是“不可原谅的垃圾”，并曾尝试去阻止他们，这导致布劳莱特私下表示：“这个上过伊顿公学的孩子现在成了他的守护者了，不过他的心胸应该更宽阔一点。”
2006年8月，在一个电台节目《荒岛唱片》（Desert Island Discs）中，布劳莱特回应了这个关于奥利维尔的话题：“如果一个人是天才，那么他就不会是一个正常人。他就不会过一种正常人的生活。他的确有着种种怪异的行为。而面对这种情况，你只能束手旁观，你得继续你的工作、你对家庭应尽的职责。其他的事情都不重要了。”

## 荣誉
奥利维尔是奇切斯特节日剧院(Chichester Festival Theatre)（1962—1966）和大不列颠皇家国家剧院（the Royal National Theatre of Great Britain）（1962—1973）的创始导演，他因此获得了爵士爵位。他在1947年6月12日获册封为下级勋位爵士（在英皇寿辰上）；在1970年6月13日作为苏塞克斯郡布莱顿市的奥利维尔男爵被授予终身贵族（life peer）荣誉（在女王的生日庆典上），成为第一位获此殊荣的演员。1981年，他被接纳为功绩勋章成员（Order of Merit）。奥伦斯·奥利维尔奖（Laurence Olivier Awards）是伦敦戏剧协会（The Society of London Theatre）于1984年创设用以纪念他的奖项。尽管他已成为一名爵士，并是电影界和戏剧界的著名人物，他仍然希望人们称他为“拉里”（Larry），而不想听到人们叫他“阁下”或“先生”。

## 评价
奥利维尔在舞台和银幕上的演艺生涯长达60年，直到1989年去世为止，其间饰演了众多的角色，从莎士比亚的奥赛罗和《第十二夜》中的托比·贝尔奇到《霹雳钻》中的变态纳粹牙医克里斯蒂安·赛尔，范围广阔而多变。他扮演的戏剧角色超过120个，包括：理查三世、麦克白、罗密欧、哈姆雷特、万尼亚舅舅和《艺人》中的阿奇·莱斯。同时；他也出演了近60部电影，包括：威廉·惠勒的《呼啸山庄》、阿尔弗雷德·希区柯克的《蝴蝶梦》、斯坦利·库布里克的《斯巴达克斯》、奥托·普雷明格的《失踪的邦尼》、理查德·阿滕伯勒的《多可爱的战争》、约瑟夫·L·曼凯维奇的《侦探》、约翰·施勒辛格的《霹雳钻》、丹尼尔·皮特里的《贝丝》、戴斯蒙德·戴维斯的《世纪对神榜》和自导自演的《亨利五世》、《哈姆雷特》和《理查三世》。他还将由原班人马出演的《奥赛罗》搬上银幕。此外，他亦出演了《月亮与六便士》、《乱世忠魂》、《威尼斯商人》、《朱门巧妇》、《李尔王》和《加百利》等电视剧。
1999年，在美国电影学会推出的“有史以来最伟大的男演员”榜单上，劳伦斯·奥利维尔位列第14位。